# 山田隼也 (ハンドボール)
山田 隼也（やまだ としや、1991年6月6日 - ）は、沖縄県浦添市出身のハンドボール選手。

## 経歴
興南高等学校時代は2007年に日本代表U-16に選出。
2009年は全日本高等学校ハンドボール選手権大会（インターハイ）で優勝し、優秀選手に選ばれた。
高校卒業後は早稲田大学へ進学。2011年の関東学生ハンドボール・秋季リーグで優秀新人賞を受賞。
2013年は春季リーグで4季ぶりの優勝を果たし、優秀選手に選出。秋季リーグでは連覇を達成し、2季連続で優秀選手に選ばれた。11月の全日本学生ハンドボール選手権大会（インカレ）では25年ぶりの優勝に貢献し、優秀選手賞を受賞した。
2014年1月に日本ハンドボールリーグのトヨタ自動車東日本へ加入。8月には第22回世界学生選手権の日本代表U-24に選出された。
2015年は第28回ユニバーシアード競技大会の日本代表に選ばれた。11月にはリオ五輪アジア予選の日本代表に選出。日本リーグ開催中に行われたこともあり、2015-16年シーズンの出場は12試合に減少した。
2016年は日韓定期戦の日本代表に選出。2016-17年シーズンはリーグ9位の72得点を挙げ、シュート率はリーグ2位の.605を記録した。

## 詳細情報

### 年度別成績
| 年       | チーム             | 試合 | フィールド 得点 | 率   | 7m  | 合計    | 警告 | 退場 | 失格 |
| -------- | ------------------ | ---- | --------------- | ---- | --- | ------- | ---- | ---- | ---- |
| 2013-14  | トヨタ自動車東日本 | 3    | 7/10            | .700 | 0/0 | 7/10    | 0    | 0    | 0    |
| 2014-15  | トヨタ自動車東日本 | 16   | 64/125          | .512 | 0/0 | 64/125  | 0    | 3    | 0    |
| 2015-16  | トヨタ自動車東日本 | 12   | 34/72           | .472 | 0/0 | 34/72   | 1    | 8    | 0    |
| 2016-17  | トヨタ自動車東日本 | 16   | 72/119          | .605 | 0/0 | 72/119  | 4    | 4    | 0    |
| 2017-18  | トヨタ自動車東日本 | 21   | 53/94           | .564 | 1/1 | 54/95   | 4    | 6    | 1    |
| JHL：5年 | JHL：5年           | 68   | 230/420         | .548 | 1/1 | 231/421 | 9    | 21   | 1    |

- 各年度の太字はリーグ最高

### 記録

#### 日本ハンドボールリーグ
- フィールドゴール初得点：2014年2月15日、対大同特殊鋼戦（大和町総合体育館）[13]
- 7mスロー初得点：2017年9月10日、対トヨタ車体戦（小松総合体育館）[14]

### 背番号
- 4 (2014年 - 2018年)

## 代表歴

### 日本代表
- オリンピック予選 (リオデジャネイロ五輪アジア予選)
- 日韓定期戦 (2016年)

### 日本代表U-24
- 世界学生選手権 (2014年)
- ユニバーシアード競技大会 (2015年)

### 日本代表U-16
- 日韓スポーツ交流 (2007年)